# راؤول تشابيل
راؤول تشابيل (بالإسبانية: Raúl Chappell Morales) (23 يوليو 1911 بكاياو في بيرو - 1 يناير 1977 بالولايات المتحدة في بيرو) هو مدرب كرة قدم ولاعب كرة قدم بيروفي في مركز الدفاع، شارك في الألعاب الأولمبية الصيفية 1936. وشارك مع منتخب بيرو لكرة القدم. أما مع النوادي، فقد لعب مع سبورت بويز.

## وصلات خارجية
- راؤول تشابيل على موقع أوليمبيديا (الإنجليزية)